# دقيقة قطبية مائية أحادية الخلية
دقيقة قطبية مائية أحادية الخلية (الاسم العلمي: Polaromonas aquatica) هي نوع من البكتيريا، سلبية الغرام، تتبع جنس الدقائق قطبية أحادية الخلية.